# 漳泉肖铁路
漳泉肖铁路，曾称梅福铁路（梅水坑到福德），自福建省漳平市梅水坑站出岔，至福建省泉州市湄洲湾肖厝港，全长263.8千米，1959年11月至2001年2月，分段建成。途经大深、福德、剑斗、湖头、安溪、南安、丰泽、洛江、惠安，止于泉港区的肖厝火车站。2014年12月10日起停办客运业务。
受到线泉州白濑水利枢纽工程影响，铁路部门计划改建漳泉肖线安溪县、永春县境内共18.271公里长路段，并重建剑斗站和长基站。

## 历史
1958年，国家决定投建漳泉肖铁路，当年，漳泉肖铁路梅大段（梅水坑-大深），大福段（大深-福德）相继开工建设。
1959-1961年，大福段建设过程中经历数次停工复查和补充勘测，建设进度缓慢。
1961年11月，漳泉肖铁路大福段停建。
1967年，国家计委将大深-福德-剑斗铁路列入天湖山支线进行建设。
1967-1970年，漳泉肖铁路大福段重新动工建设。
1970年8月，大福段建成通车。
1971年，漳泉肖铁路福剑段（福德-剑斗）动工修建。
1978年，福剑段竣工通车，梅剑段客运列车开通。1980年底福剑段全部站场配套工程基本完成，开始通车运营，而部分扫尾工程则到了1982年底，才全部竣工。
1979年1月，剑斗至湖头铁路19.5公里及天湖山支线安溪县境内9.5公里动工兴建。
1990年，剑斗至湖头段基本建设成功。1994年底竣工，1995年4月验收。
1992年，计划投资15个亿的湖头-泉州-肖厝段建设方案得到了国务院的正式批准，福建省政府成立了漳泉肖铁路招标领导小组，公开招标确定施工单位和分标段施工的办法。该段铁路是由泉州市集资并利用日本政府海外经济协力基金贷款建设的，为福建省第一条地方铁路。
9月7日，漳泉肖铁路湖泉肖段开工典礼在魁斗镇大岭村后岩顶隧道口举行，省长贾庆林、市长林大穆为工程开工剪彩。
1995年9月18日，铁路铺轨抵达泉州西站，湖肖段于1995年10月竣工。
1997年年底，漳泉肖铁路干线全线开通，泉州东站建成并投用，同时泉州铁路公司挂牌成立，负责管理泉州东站运营。当年5月1日，泉州东站还是由泉州市地方政府主管时，鉴于市民出行需求，开通了到安溪清水岩的临时旅客空调列车。
1998年7月，湖头至肖厝段完成工程验交，同年12月开通运营。
2001年，漳泉肖铁路正式通过国家验收，实现全线贯通。
2002年5月，泉州首次开通夕阳红旅游专列，乘客到港澳旅游。
2002年开始至2004年，在每年的春运期间，漳泉肖铁路还先后临时增开了泉州至江西赣州、泉州至浙江杭州、泉州至湖北襄樊的临时旅客列车。（2002年春节期间，延长开到赣州的临客，节后恢复；2003年春节期间，延长开到杭州的临客，节后恢复；2004年春节期间，延长开到襄樊的临客。）
2004年4月18日起，泉州铁路公司开行泉州到襄樊的K398/5、K397/6次列车，该车为图定列车。
2004年11月11日起，因汉口至襄樊客源少,到站时点不好，K398/5、K397/6次列车到达站改为汉口。
2005年春节前，泉州晚报社与泉州市总工会等单位联合发起组织了“畅通返乡路”活动，在各方努力下，全国首趟农民工返乡专列满载近800名湖北、江西籍员工顺利返乡。由K398次承担运输任务。至2013年，9年春运，K398次列车作为“返乡农民工专列”，共发出18趟专列，运载着在泉的江西、湖北、四川、贵阳等籍贯的农民工17万多人返乡。
2006年4月，引进开通到赣州的5217/20、5219/8次旅客列车。从2006年9月1日起，南昌铁路局赣州车务段开行赣州至泉州旅客列车。
2007年，漳泉肖铁路至肖厝港码头的延伸线建成通车。
2010年10月，福厦铁路泉州站建站，原泉州站改名为泉州东站。
2011年年底，南昌铁路局漳州车务段取代泉州铁路公司，负责泉州东站的运营管理。
2013年9月26日，因昌福铁路开通，K398/5、K397/6次列车停运。
2014年9月19日起泉州东站开行X761/762次“赣闽货物快运列车”。
2014年12月10日，原赣州至泉州东间的5217/20、5219/8次列车缩短区间为赣州至漳平，不再经漳泉肖铁路，自此，漳泉肖铁路沿线各车站不再办理客运业务。
2021年7月27日，泉州铁路有限责任公司发布关于漳泉肖铁路功能置换段国有土地使用权及地上资产评估服务采购公告。漳泉肖铁路安溪站至惠安南站区间沿线站场、线路、家属区等地块产权将于雪肖线通车后收归泉州市政府所有。9月6日，由国众联资产评估土地房地产估价有限公司中标。
2022年1月18日，自该日起泉州东站开通75010/75009次中欧班列货运列车。行驶区间为泉州东站-莫斯科沃尔西诺站，全程10960km，牵引车厢为50节。

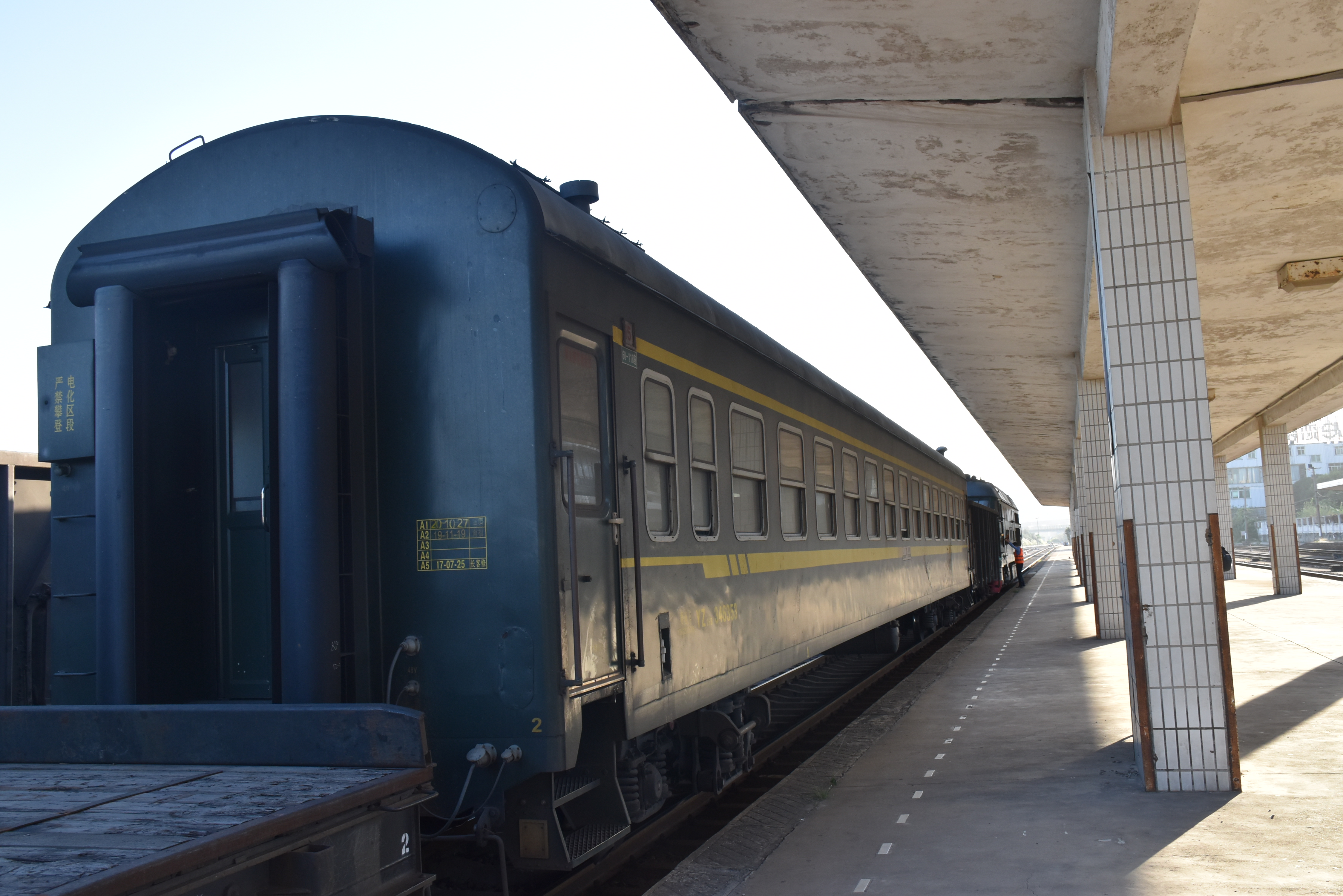
通勤车所用的YZ25B

漳泉肖铁路原先由X761/762次“赣闽货物快运”行包车中间再加一节YZ22B供载运通勤职工，行包快运取消后，现改由漳平至泉州东的48031/48032次列车加挂一节YZ25B车厢以作通勤之用（春运时曾加挂XL25B或RW25B）。
2023年1月6日，漳泉肖铁路安溪-惠安南段自当日起结束运营，沿线各站停止运作。
2023年2月17日，国铁集团货运部发布通知宣布次日起取消漳泉线上安溪、仑苍、南安、泉州西以及泉州东五个车站。

## 图片

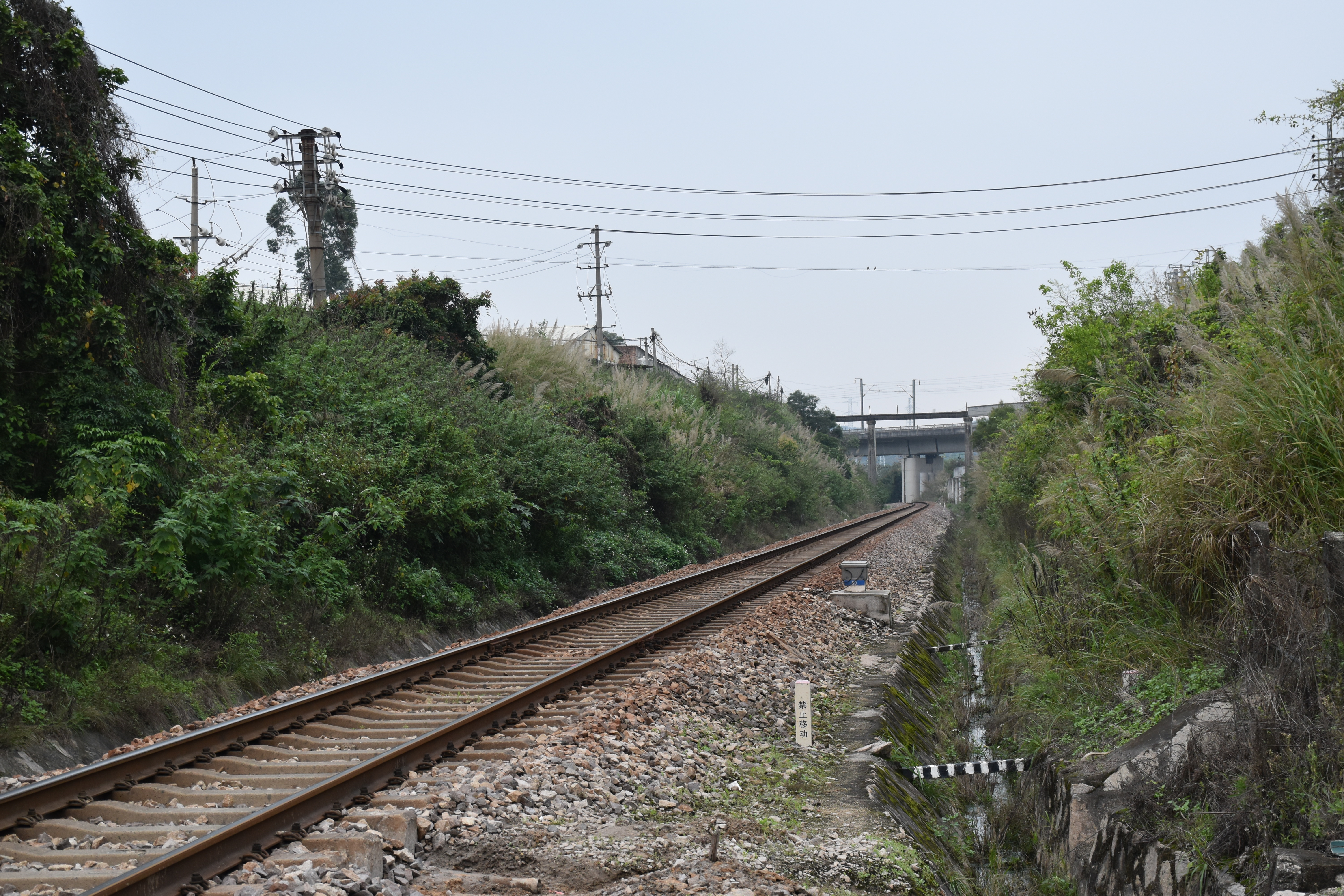
漳泉肖铁路桃源道口附近的路轨
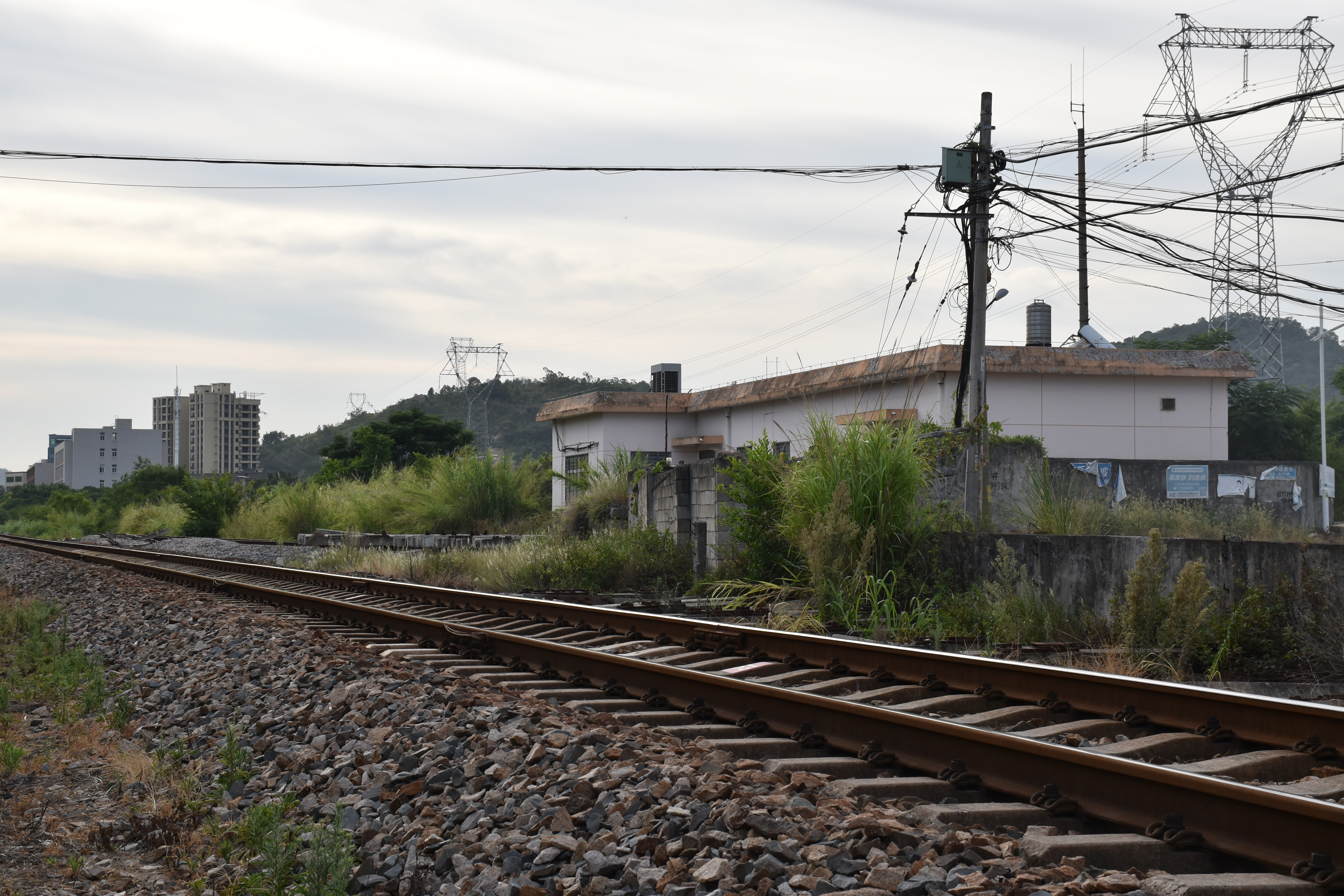
董埔线路所
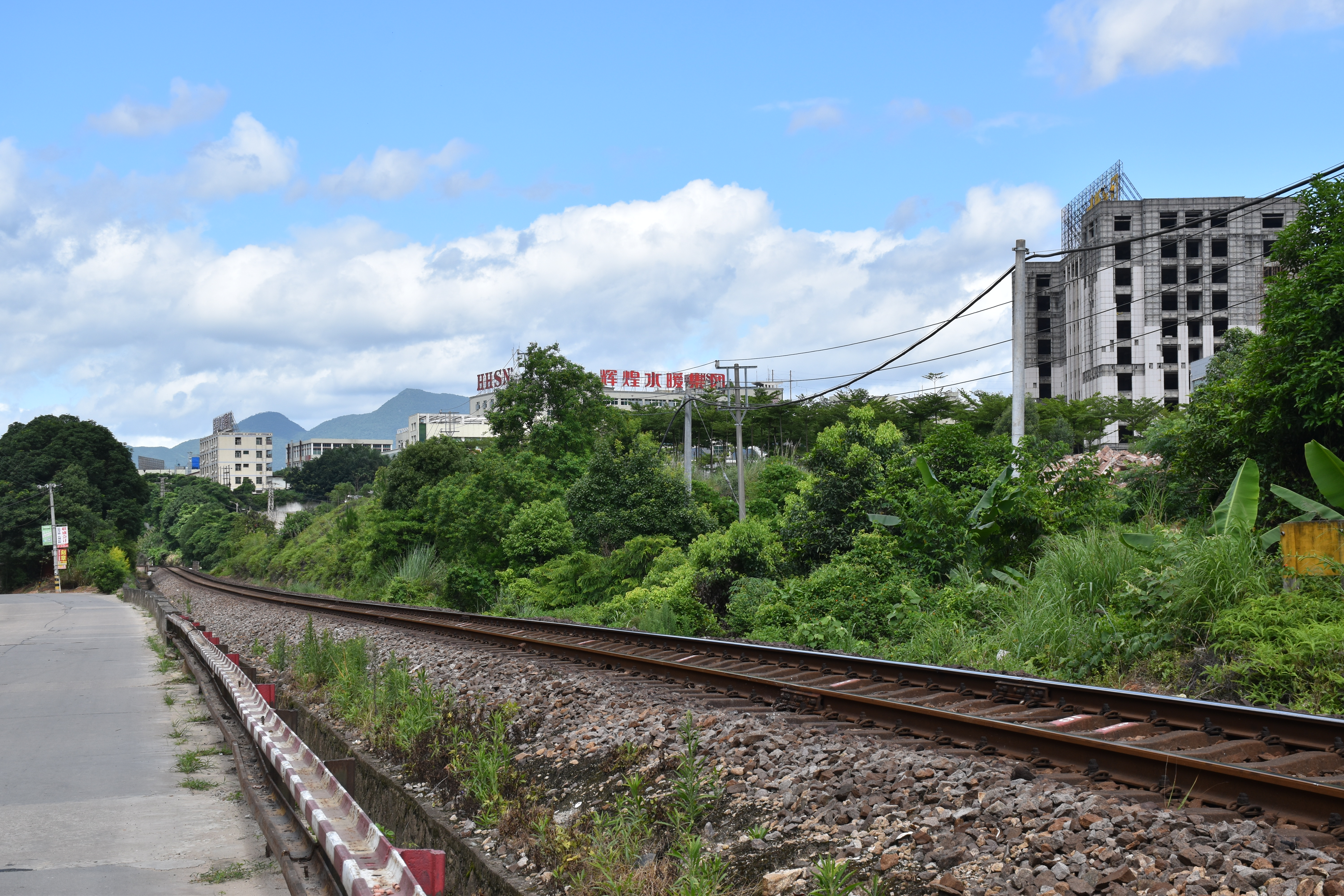
仑苍镇辉煌工业区附近的路轨
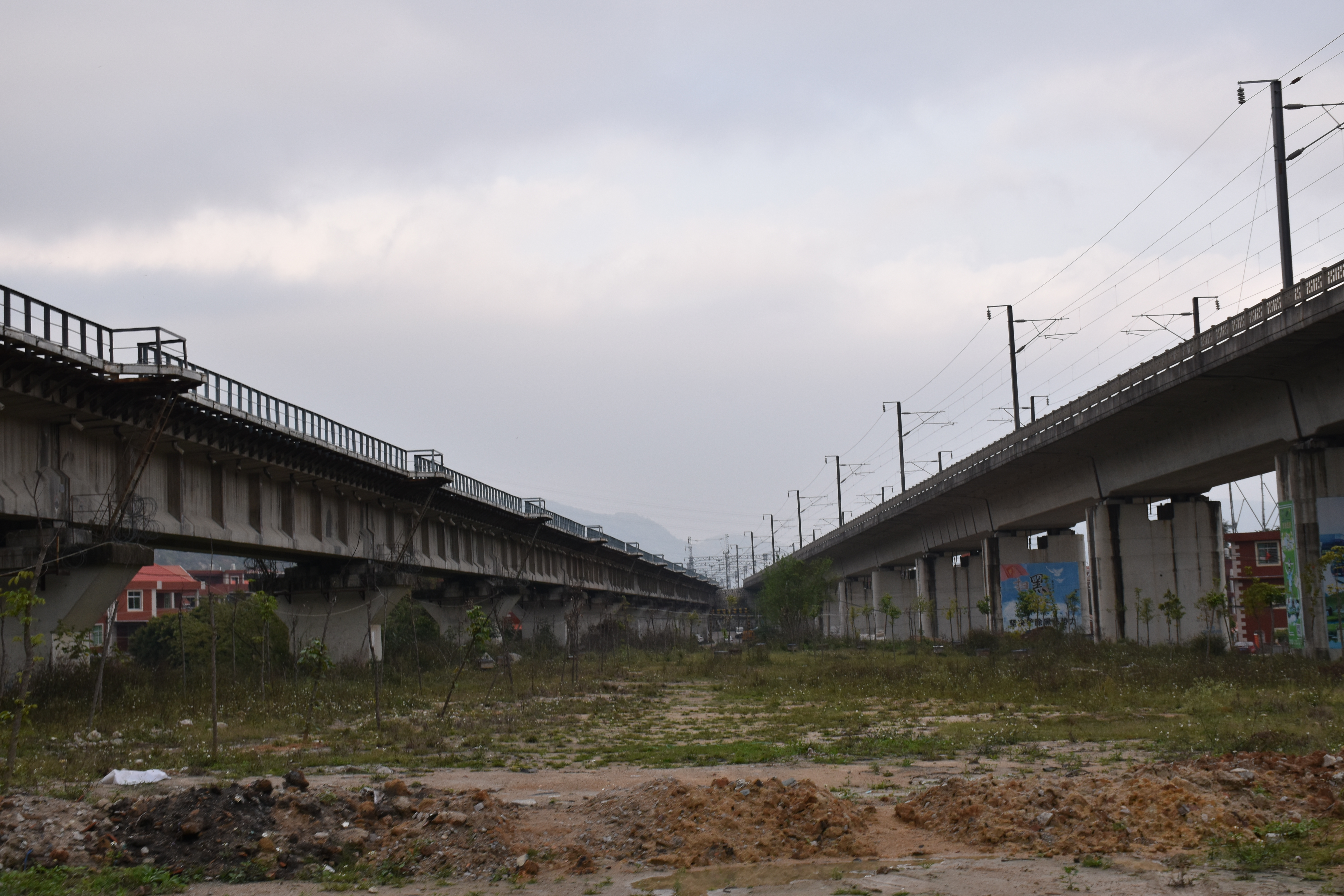
漳泉肖铁路与福厦铁路的联络线及福厦铁路
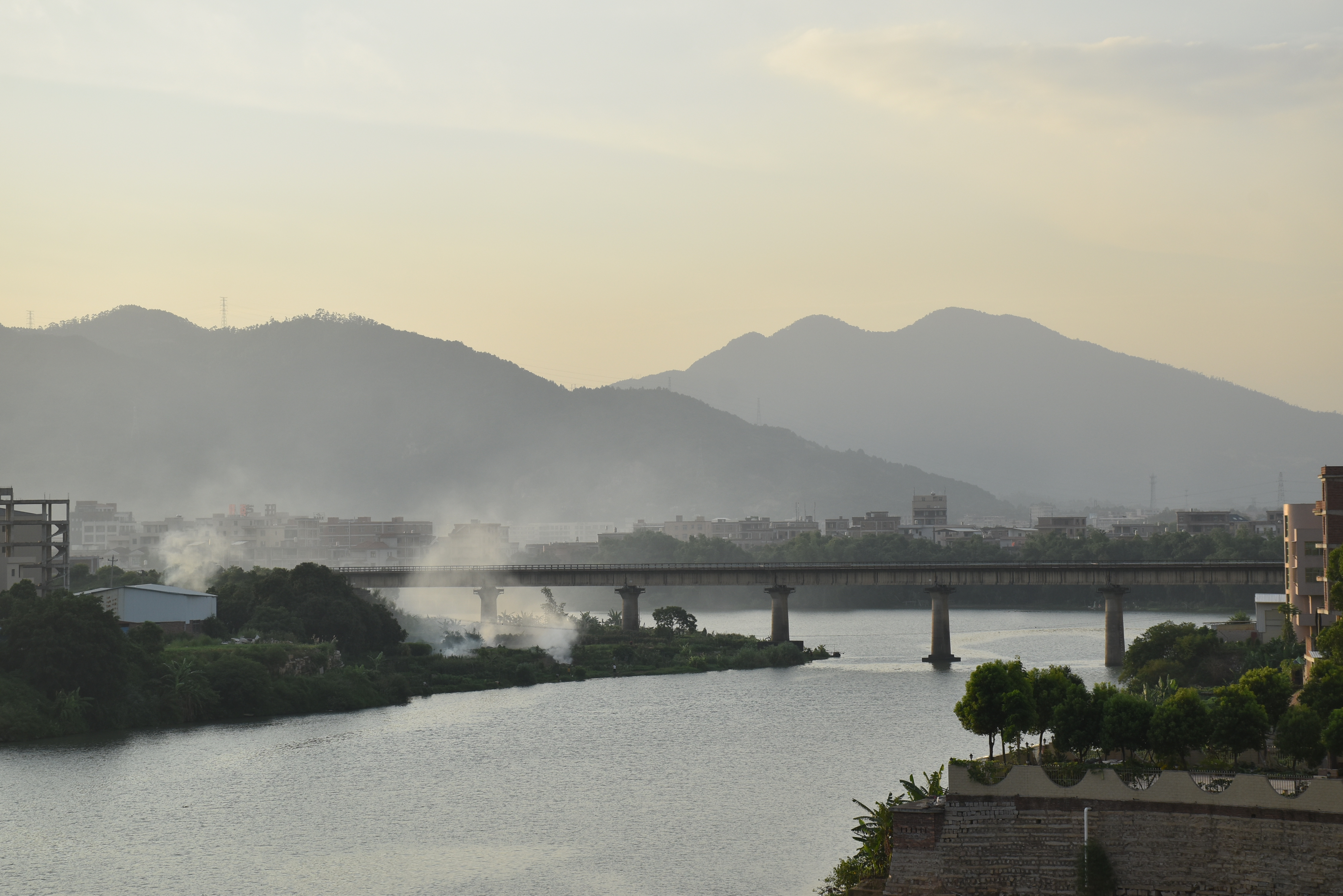
漳泉肖铁路东溪大桥
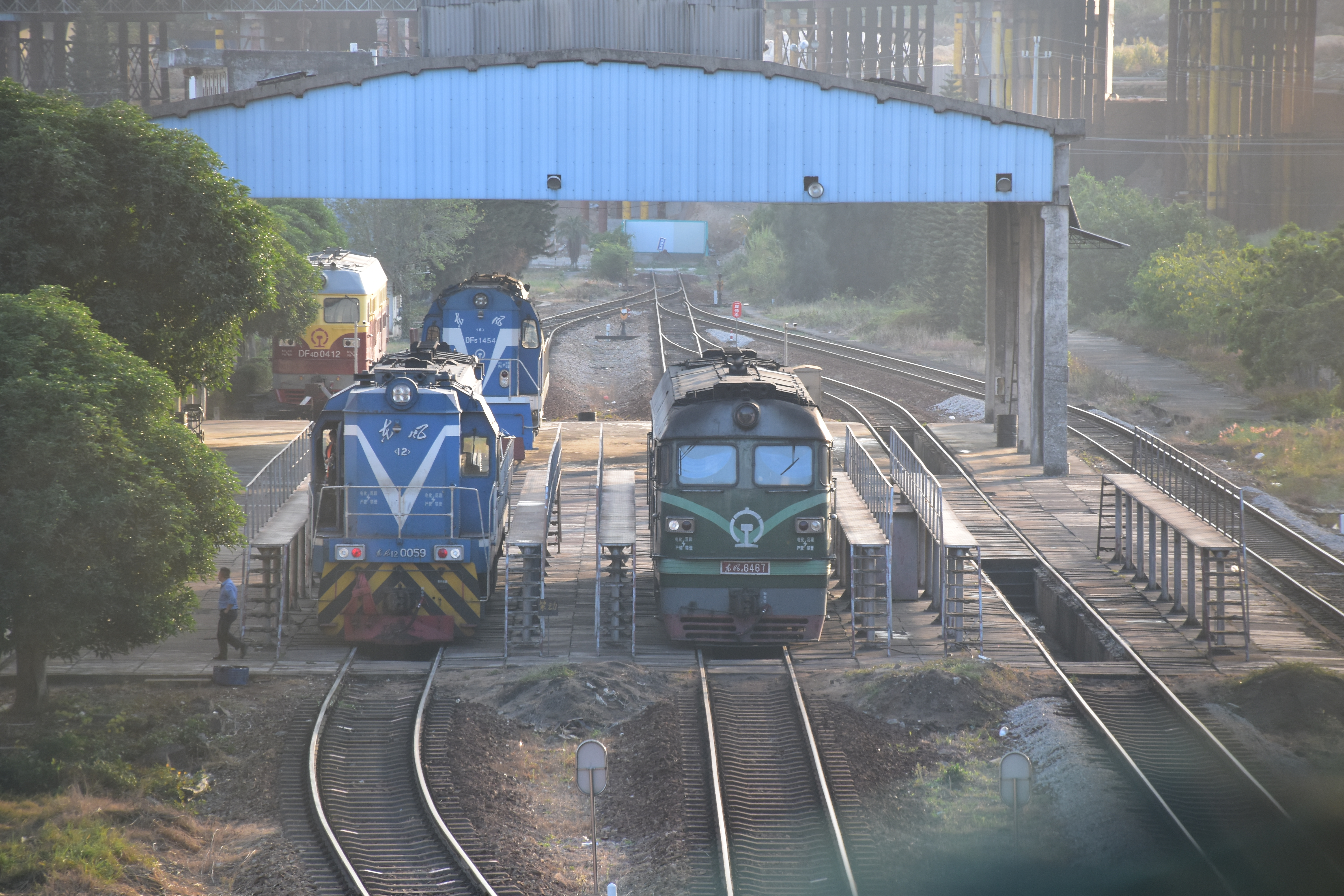
位于泉州东站的泉州机务折返段
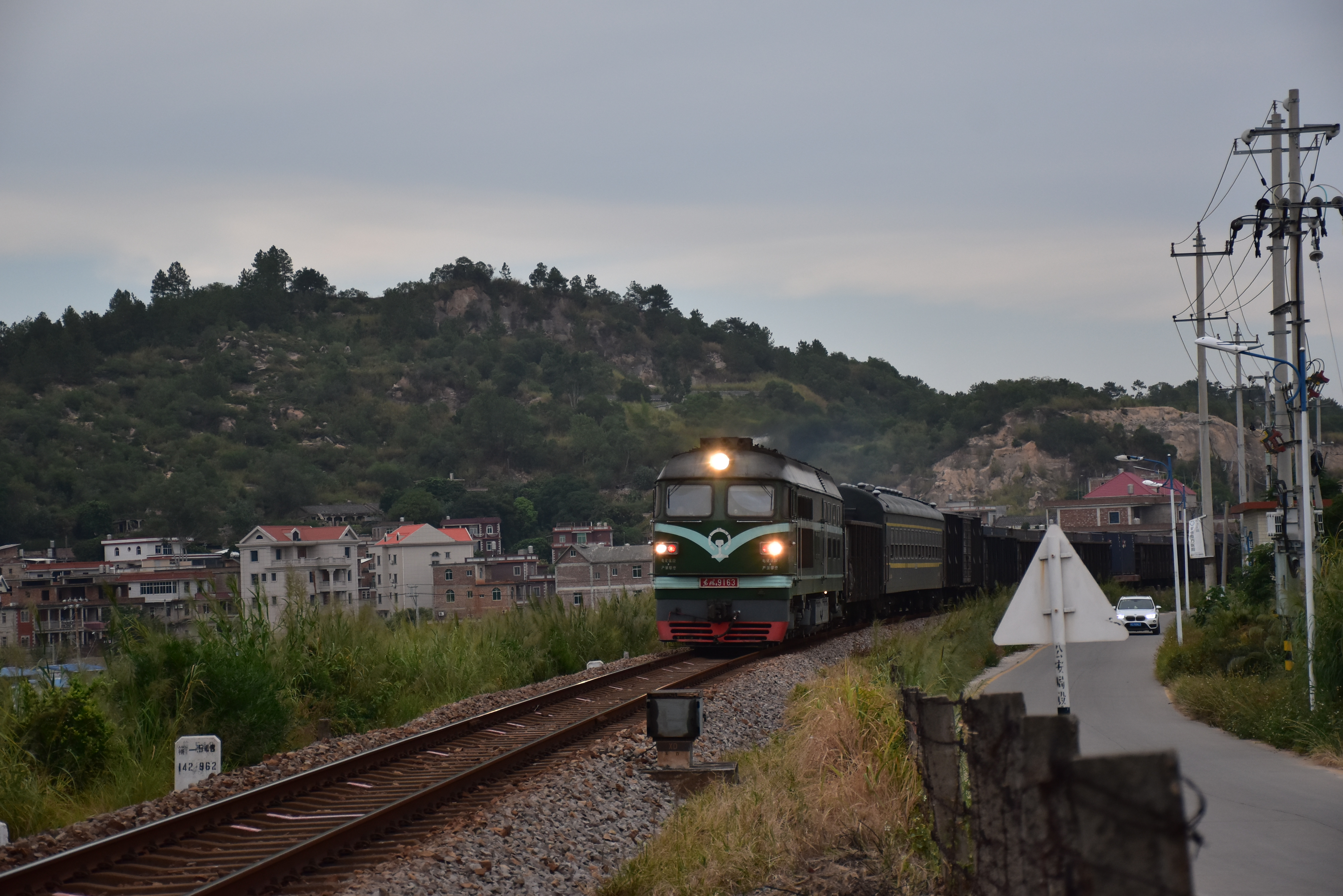
漳泉肖铁路上的通勤货列

## 与其它铁路的连接
- 梅水坑：鹰厦铁路
- 长基站：天湖山支线
- 惠安南站：兴泉铁路[22]
- 肖厝站：湄洲湾南岸铁路支线[23]